# Toxicodendron diversilobum
El roble venenoso del Pacífico (Toxicodendron diversilobum) es una especie de planta perteneciente a la familia Anacardiaceae. Crece en la costa occidental de América del norte y sobresale por su capacidad de causar sarpullido e increíble picazón. Está estrechamente emparentado con el roble venenoso atlántico.

## Taxonomía
Toxicodendron diversilobum fue descrita por (John Torrey & Asa Gray) Edward Lee Greene y publicado en Leaflets of Botanical Observation and Criticism 1(9): 119, en el año 1905.
Etimología
Toxicodendron: nombre genérico que deriva de las palabras griegas: τοξικός (toxikós), que significa "veneno", y δένδρον (déndron), que significa "árbol".
diversilobum: epíteto latino que significa "con lóbulos de diversas formas".
Sinonimia
- Rhus diversiloba Torr. & A.Gray
- Toxicodendron radicans subsp. diversilobum (Torr. & A. Gray)[4]